# Elette 1958-1959
Il campionato Elette 1958-1959 ha rappresentato la trentasettesima edizione del massimo campionato italiano di pallacanestro.
Le 12 squadre di massima serie si incontrano in un girone all'italiana con partite d'andata e ritorno. La prima in classifica vince lo scudetto e le ultime due retrocedono direttamente. La Simmenthal Milano vince il suo terzo scudetto consecutivo, dodicesimo in assoluto, ed è ammessa alla Coppa dei Campioni. Al secondo posto si classifica ancora l'Oransoda Bologna, al terzo l'Ignis Varese.
Al termine della stagione, la federazione chiude le frontiere agli stranieri e nel campionato 1959-1960 le squadre italiane giocano con soli atleti italiani. Le frontiere sarebbero state riaperte nella stagione 1965-1966 per migliorare il livello del campionato e del basket italiano in genere.

## Classifica
|  |     | Classifica finale 1958-1959 | Pt | G  | V  | P  | PtF  | PtS  |
|  | --- | --------------------------- | -- | -- | -- | -- | ---- | ---- |
|  | 1.  | Simmenthal Milano           | 41 | 22 | 19 | 3  | 1730 | 1227 |
|  | 2.  | Oransoda Bologna            | 40 | 22 | 18 | 4  | 1621 | 1294 |
|  | 3.  | Ignis Varese                | 38 | 22 | 16 | 6  | 1619 | 1433 |
|  | 4.  | Moto Morini Bologna         | 37 | 22 | 15 | 7  | 1548 | 1379 |
|  | 5.  | Levissima Cantù             | 35 | 22 | 13 | 9  | 1413 | 1400 |
|  | 6.  | Santipasta Bologna          | 32 | 22 | 10 | 12 | 1338 | 1370 |
|  | 7.  | Stella Azzurra Roma         | 30 | 22 | 8  | 14 | 1408 | 1416 |
|  | 8.  | Lanco Pesaro                | 30 | 22 | 8  | 14 | 1227 | 1363 |
|  | 9.  | Stock Trieste               | 30 | 22 | 8  | 14 | 1190 | 1329 |
|  | 10. | Reyer Venezia               | 29 | 22 | 7  | 15 | 1237 | 1486 |
|  | 11. | Pallacanestro Livorno       | 27 | 22 | 5  | 17 | 1199 | 1510 |
|  | 12. | Lazio Roma                  | 27 | 22 | 5  | 17 | 1273 | 1597 |

## Risultati
| Risultati             | LC    | IV    | LP    | LR     | MB    | OB    | PL     | RV     | SB    | SM    | SR    | ST     |
| --------------------- | ----- | ----- | ----- | ------ | ----- | ----- | ------ | ------ | ----- | ----- | ----- | ------ |
| Levissima Cantù       |       | 75-72 | 57-48 | 62-59  | 53-61 | 68-70 | 66-48  | 54-51  | 64-59 | 82-81 | 59-55 | 59-50  |
| Ignis Varese          | 75-64 |       | 93-71 | 81-55  | 84-83 | 67-60 | 101-49 | 98-75  | 65-49 | 61-69 | 81-71 | 84-65  |
| Lanco Pesaro          | 71-74 | 44-56 |       | 55-48  | 54-50 | 52-47 | 62-40  | 58-51  | 59-69 | 49-75 | 66-49 | 58-48  |
| Lazio Roma            | 61-56 | 55-77 | 54-47 |        | 57-90 | 40-70 | 63-58  | 84-60  | 58-68 | 49-78 | 65-85 | 79-52  |
| Moto Morini Bologna   | 80-82 | 73-78 | 73-66 | 93-52  |       | 64-72 | 93-71  | 86-56  | 63-49 | 62-73 | 70-59 | 73-52  |
| Oransoda Bologna      | 78-59 | 75-54 | 92-70 | 82-49  | 74-81 |       | 71-41  | 104-58 | 78-68 | 73-76 | 93-60 | 57-33  |
| Pallacanestro Livorno | 66-63 | 66-76 | 45-56 | 67-50  | 55-74 | 54-63 |        | 60-70  | 41-58 | 62-79 | 82-73 | 51-45  |
| Reyer Venezia         | 62-83 | 64-59 | 55-53 | 69-60  | 46-54 | 58-67 | 53-50  |        | 50-45 | 57-70 | 46-45 | 71-72  |
| Santipasta Bologna    | 57-54 | 51-44 | 72-61 | 87-69  | 65-68 | 64-85 | 63-65  | 74-51  |       | 58-85 | 55-54 | 61-65  |
| Simmenthal Milano     | 75-49 | 77-66 | 84-44 | 115-49 | 76-44 | 66-73 | 94-31  | 80-41  | 78-54 |       | 54-62 | 104-53 |
| Stella Azzurra Roma   | 49-69 | 91-95 | 66-38 | 64-60  | 55-57 | 60-73 | 76-57  | 75-55  | 74-76 | 70-74 |       | 61-50  |
| Stock Trieste         | 72-62 | 51-52 | 65-45 | 81-57  | 50-56 | 50-64 | 61-40  | 55-38  | 39-36 | 38-67 | 41-54 |        |

## Verdetti
- Campione d'Italia:  Olimpia Simmenthal Milano

Formazione: Bertini, Giambattista Cescutti, Galletti, Sandro Gamba, Giandomenico Ongaro, Enrico Pagani, Gianfranco Pieri, Sandro Riminucci, Gianfranco Sardagna, Peter Tillotson, Cesare Volpato. Allenatore: Cesare Rubini.
- Retrocessioni in Serie A: Pallacanestro Livorno e Lazio Roma.
- La Moto Morini Bologna si fonderà con la Sant'Agostino Bologna.